# Heiligegeiststraße 12 (Quedlinburg)

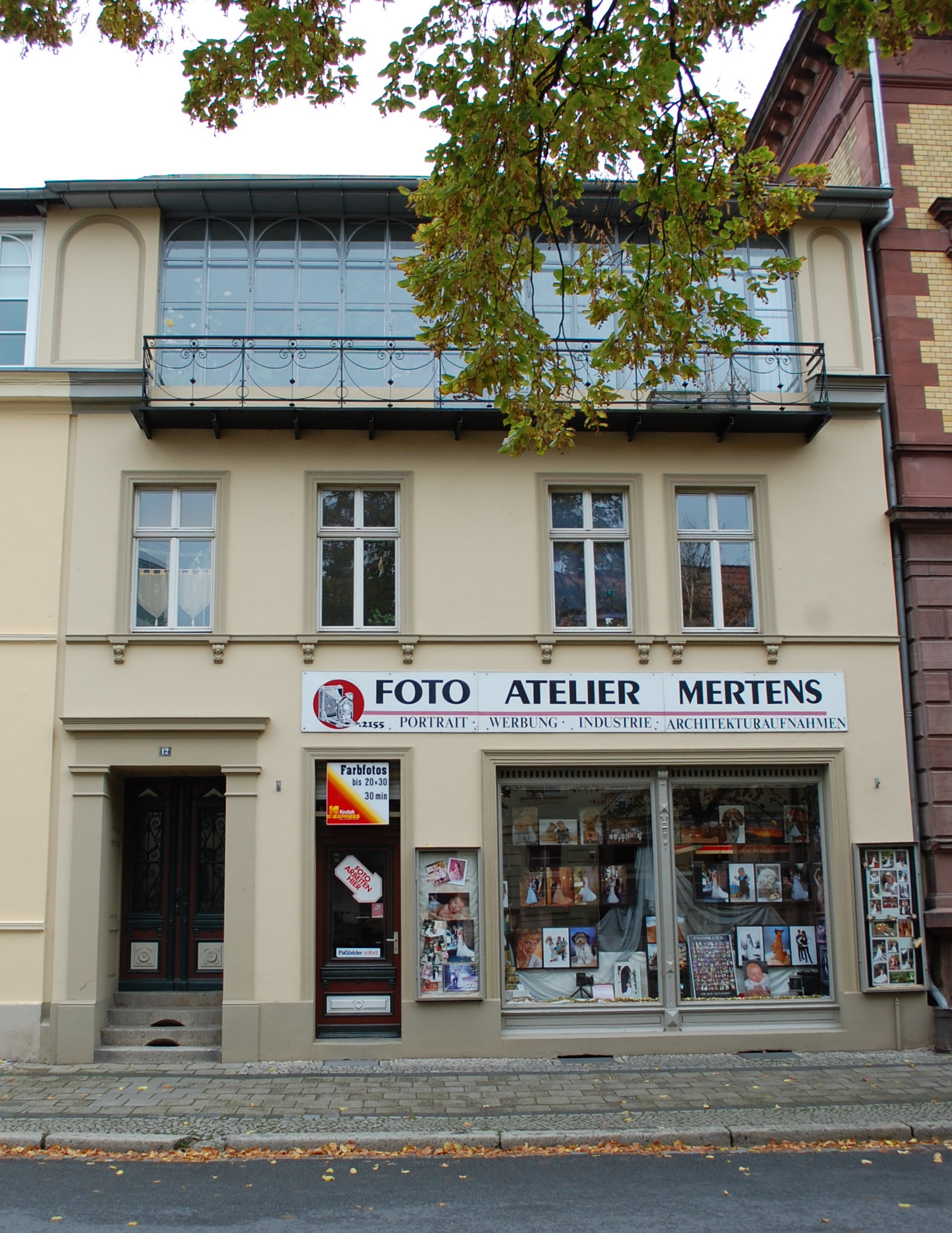
Haus Heiligegeiststraße 12

Das Haus Heiligegeiststraße 12 ist ein denkmalgeschütztes Gebäude in der Stadt Quedlinburg in Sachsen-Anhalt.
Es liegt südöstlich der historischen Quedlinburger Altstadt. Im Quedlinburger Denkmalverzeichnis ist es als Wohn- und Geschäftshaus eingetragen.

## Architektur und Geschichte
Das Gebäude wurde 1893 durch den Maurermeister Robert Riefenstahl erbaut. Die Fassade ist sparsam im Stil des Spätklassizismus gestaltet. Türen und Fenster des Hauses stammen noch aus der Bauzeit. Im Erdgeschoss des Hauses befindet sich ein Ladengeschäft. Bemerkenswert ist das im Dachgeschoss befindliche Fotoatelier, das straßenseitig über eine große Fensterfront hinter einer schmiedeeisernen Galerie verfügt.